# Jan Willem Brouwers
Johannes Wilhelmus (Jan Willem) Brouwers (Margraten, 1 januari 1831 - Maastricht, 3 maart 1893) was een Nederlands rooms-katholiek priester en schrijver. Hij studeerde voor priester op de seminaries van Rolduc en Roermond. Daarna was hij van 1854 tot 1863 leraar op Rolduc en van 1863 tot 1872 hoofdredacteur van het dagblad De Tijd.

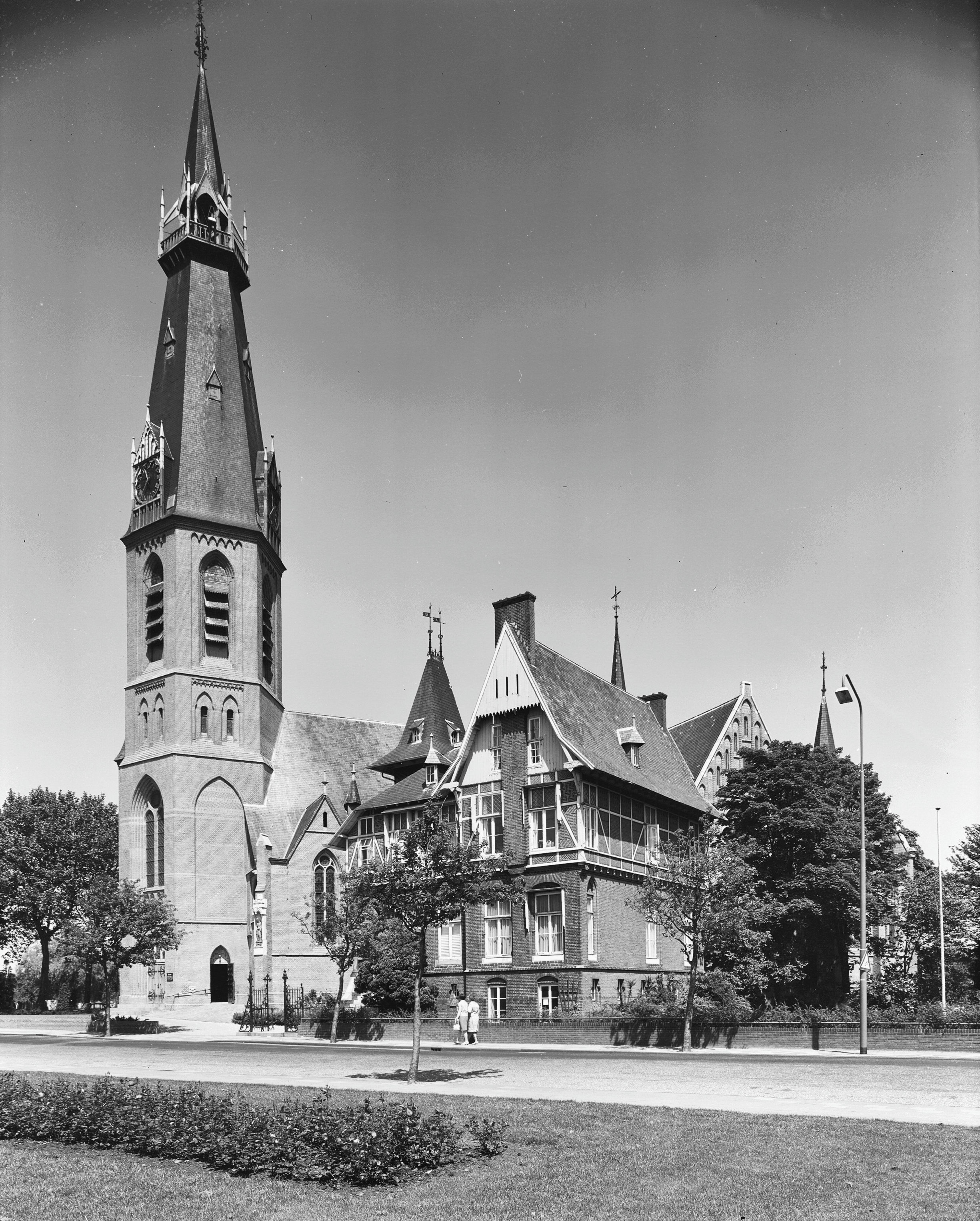
Urbanuskerk en pastorie in Bovenkerk

## Bovenkerk
Brouwers was pastoor in Bovenkerk bij Amstelveen vanaf 1 januari 1872 tot zijn dood in 1893.
Onder meer als opdrachtgever van de bouw van de Sint-Urbanuskerk (1875-1888) door de architect Pierre Cuypers speelde Brouwers een rol bij het doorbreken van de neogotische bouwstijl in het westen en noorden van Nederland.
Hij is begraven op het kerkhof bij "zijn" Urbanuskerk. Het monument op dit priestergraf is sinds 2002 beschermd als rijksmonument.

## Straatnaam
De gemeente Nieuwer-Amstel eerde Brouwers in 1893 na zijn overlijden met de vernoeming van een Jan Willem Brouwersstraat en Jan Willem Brouwersplein, bij het in 1888 gereedgekomen Concertgebouw. Deze omgeving, met ook het Vondelpark en het Rijksmuseum, behoorde toen nog, evenals Bovenkerk, bij Nieuwer-Amstel. In 1921 werd deze wijk bij de gemeente Amsterdam ingedeeld (Oud-Zuid). In 1988, het jaar dat het Concertgebouw en Concertgebouworkest 100 jaar bestonden, werd het plein door de Amsterdamse gemeenteraad omgedoopt tot Concertgebouwplein. De Jan Willem Brouwersstraat bestaat nog. Ook in zijn geboorteplaats Margraten is er een straat naar hem vernoemd; Pastoor Brouwersstraat.

## Familie
De schrijver Jeroen Brouwers is een verre nazaat. Hij heeft dit beschreven in het verhaal Een beroemde naamgenoot naar aanleiding van de naamswijziging van het Jan Willem Brouwersplein.

## Links
Meer over Jan WIllem Brouwers en zijn correspondentie met Guido Gezelle is terug te vinden op www.gezelle.be
- Biografisch Portaal: 14015946
- Digitale Bibliotheek voor de Nederlandse Letteren: brou032
- International Standard Name Identifier: 0000 0000 6285 9700
- Nederlandse Thesaurus van Auteursnamen: 069956367
- Système universitaire de documentation: 184693799
- Virtual International Authority File: 88794569
- WorldCat: E39PBJmXPTFmgPgCDMCgYkK8G3